# Mayiladuthurai
Mayiladuthurai es una ciudad y municipio situada en el distrito de Mayiladuthurai en el estado de Tamil Nadu (India). Su población es de 85632 habitantes (2011). Se encuentra a 281 km de Chennai. Es el centro administrativo del distrito.

## Demografía
Según el censo de 2011 la población de Mayiladuthurai era de 85632 habitantes, de los cuales 41869 eran hombres y 43763 eran mujeres. Mayiladuthurai tiene una tasa media de alfabetización del 91,83%, superior a la media estatal del 80,09%: la alfabetización masculina es del 95,29%, y la alfabetización femenina del 88,55%.